# Assassinats a Carcassona
Assassinats a Carcassona (títol original en francès, Meurtres à Carcassonne) és un telefilm francès del 2015 dirigit per Julien Despaux i emès a France 3. S'ha doblat al català.

## Sinopsi
La tinent de policia Angélique Demange, obligada a formar equip amb el seu exmarit, Raphaël Leprince, investiga un assassinat comès davant de la basílica de sant Nazari a la ciutat de Carcassona. L'assassí, filmat per una càmera de videovigilància, anava vestit amb una capa brodada amb la creu dels antics templers.
La investigació se centra sobre els successius assassinats de membres d'una mateixa família morts amb divuit anys de diferència amb la mateixa arma. Els dos agents de policia seran conduïts a l'enigmàtic poble de Rènnas, situat no gaire lluny de Carcassona.

## Repartiment
- Rebecca Hampton: Angélique Demange
- Bruno Wolkowitch: Raphaël Leprince
- Bernard Blancan: William Malory
- Michel Voïta: Hugues Dorval
- Vanessa Liautey: Agnès Dorval
- Benjamin Baroche: tinent Antoine
- Piérick Tournier: el substitut Torrez
- Philippe Nahon: el pare Ancel
- Brice Fournier: Samuel Carvalho
- Guilaine Londez: Eliane Carvalho
- Thierry Almon: l'infermer general
- Gilles Matheron: Dr. Vannier
- Sophie Chenko: Françoise Delerue
- Véronique Merveille: Solange Dorval